# Knabstrupper

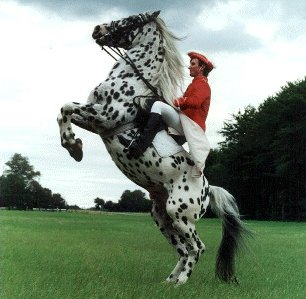
Een knabstrupper

De knabstrupper is een paardenras, dat officieel uit Denemarken komt en is genoemd naar het landgoed Knabstrup bij Holbæk, waar het ras oorspronkelijk werd gefokt.
Het wordt gezien als een barokpaard. De vacht is vaak gestippeld, in sommige gevallen egaal. De stokmaat is vaak tussen de 1,52 tot 1,60 meter. Hij wordt vaak verward met de appaloosa. Dat ras heeft echter zijn oorsprong in de Verenigde Staten en, behalve de vachtkleur, kent het geen overeenkomsten met de knabstrupper. Het hoofd van de knabstrupper heeft een opvallende welving bij de keel. Het profiel van het hoofd is recht en de snuit is wat vierkant. De manen en de staart van de knabstrupper zijn vaak kort en dun. Een bekende knabstrupper is Witje, het paard van Pippi Langkous.

## Toegestane vachtkleuren
Toegestane vachtkleuren zijn: 
- panterbont/leopard (witte vacht met donkere vlekken over het gehele lichaam)
- sjabrakbont/blanket (donker met een witte 'deken' over de achterhand en hierop wel of geen vlekken)
- sneeuwvlokkenbont/snowflake (donkere vacht met lichte vlekken over het hele lichaam)
- few spot (geheel wit met slechts enkele donkere vlekken)
- bruin/donkerbruin (de manen en staart zijn zwart)
- stekelharig/roan
- witgeboren (hebben meestal bruine ogen en hebben enige donkere vlekken over het lichaam verspreid, hebben een roze huid)
- wit met donkere plekken op o.a. het hoofd en de benen